# Kirill Kaprizov

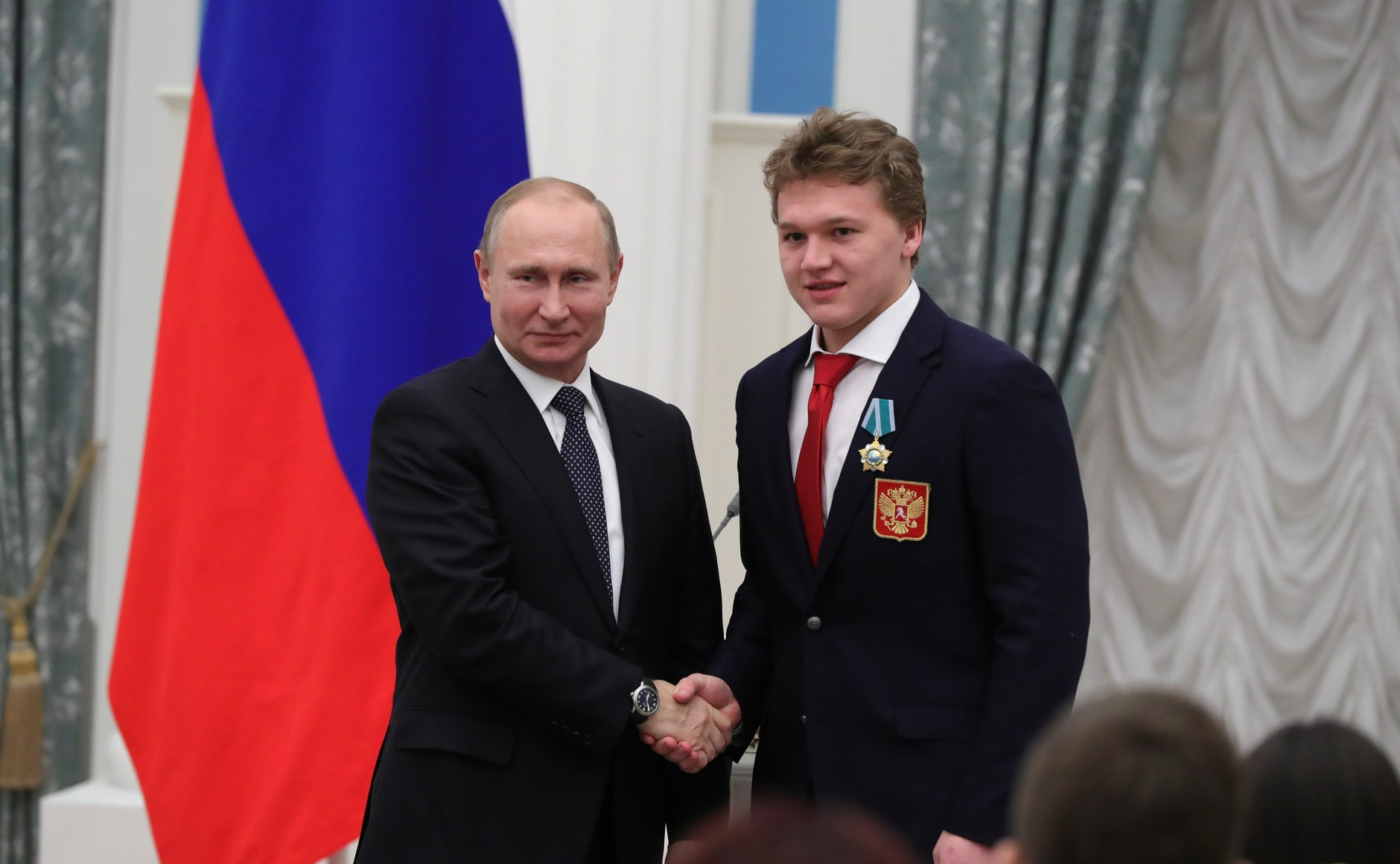
Kaprizov (till höger) skakar hand med president Vladimir Putin den 28 februari 2018.

Kirill Olegovitj Kaprizov (ryska: Кирилл Олегович Капризов), född 26 april 1997 i Novokuznetsk i Ryssland, är en rysk professionell ishockeyspelare som spelar för Minnesota Wild i NHL. Han har tidigare spelat för Metallurg Novokuznetsk, Salavat Julajev Ufa och CSKA Moskva i KHL.

## Karriär
Kaprizov draftades av NHL-klubben Minnesota Wild som den 135:e spelaren i 2015 års NHL-draft.
Kaprizov representerade Olympiska idrottare från Ryssland (OAR) under Olympiska vinterspelen 2018 i Pyeongchang och vann OS-guld. I finalmatchen besegrade man Tyskland med 4-3. Kaprizov avgjorde själv finalen genom ett mål nio minuter och 40 sekunder in på förlängningen. Han bidrog även med tre målgivande passningar under ordinarie speltid.
Kaprizov spelade för KHL-klubben CSKA Moskva från 2017–2020. Han vann KHL:s skytteliga säsongen 2018/19 med 30 mål på 57 matcher. Samma år blev han även Gagarin Cup-mästare med klubben.